# Silurichthys sanguineus
Silurichthys sanguineus és una espècie de peix de la família dels silúrids i de l'ordre dels siluriformes.

## Morfologia
- Els mascles poden assolir 4,1 cm de longitud total.
- Nombre de vèrtebres: 57.[5][6]

## Hàbitat
És un peix d'aigua dolça i de clima tropical.

## Distribució geogràfica
Es troba a Àsia: conca del riu Kapuas (oest de Borneo, Indonèsia).